# Секвойи вечнозелёные
«Секвойи вечнозелёные» (англ. Redwoods) — гей-драма 2009 года режиссёра и сценариста Дэвида Льюиса, о коротком периоде романтических отношений двух мужчин из Северной Калифорнии.

## Сюжет
Хотя Эверетт и Майлс живут дружно, и казалось бы, душа в душу, а их благоустроенный дом расположен в маленьком прекрасном калифорнийском городке среди величественных секвой, в этом раю тоже есть проблемы. Фильм начинается с разговора, который не выходит за рамки обсуждения бытовых моментов: сломалась поливалка для газона, а в ванной комнате появилась плесень. Когда Майлс с сыном уезжает на какое-то время к родителям, в городишке появляется незнакомец — честолюбивый писатель по имени Чейз. После нескольких случайных встреч между Эвереттом и Чейзом завязываются отношения. Сначала обмен историями из жизни, надеждами и мечтами. Затем между ними вспыхивает страсть. Эверетт в замешательстве, он не знает, что предпочесть: стабильные отношения в гей-семье, будничную работу, однообразную жизнь, ещё сын, к которому он так привязан? Или бросить всё и окунуться с головой в новую романтику? Но Чейз уезжает. Проходит пять лет. Майлс с сыном снова отправляются в поездку. Эверетт ждет Чейза, но, вместо долгожданной встречи, — известие: Чейз умер. От него у Эверетта осталась только новая книга под названием «Секвойи вечнозелёные», да их совместная фотография на фоне огромных и красивых деревьев.

## В ролях
| Актёр            | Роль            |
| ---------------- | --------------- |
| Элинор Бэлл      | Тесс Форстер    |
| Брендан Брэдли   | Эверетт Форстер |
| Мэтью Монтгомери | Чейз            |
| Лори Берк        | Джессика        |
| Калеб Дорфман    | Билли           |